# Malat, Manvi
Malat là một làng thuộc tehsil Manvi, huyện Raichur, bang Karnataka, Ấn Độ.